# Keetia ripae
Keetia ripae är en måreväxtart som först beskrevs av De Wild., och fick sitt nu gällande namn av Diane Mary Bridson. Keetia ripae ingår i släktet Keetia och familjen måreväxter. Inga underarter finns listade i Catalogue of Life.